# 耳掻き

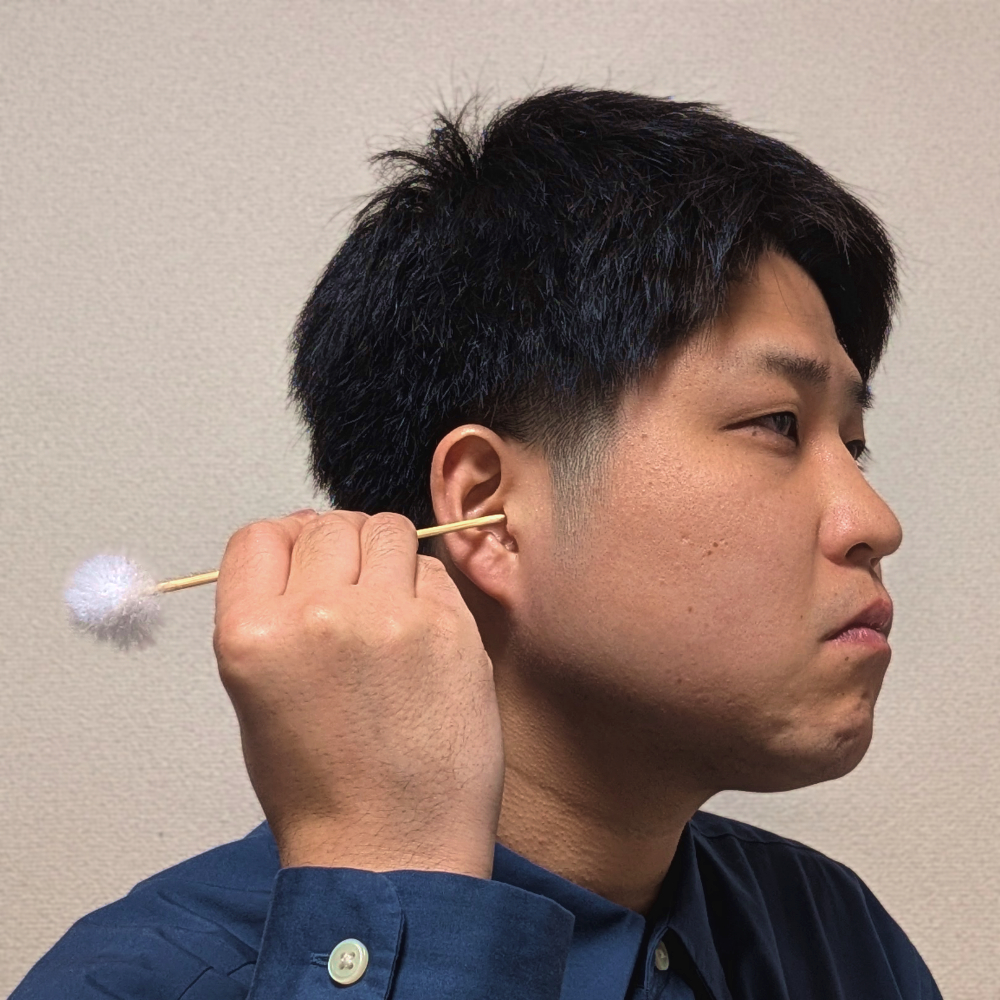
耳搔きを行う男性

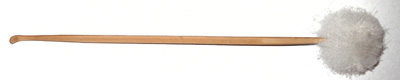
竹製耳掻き

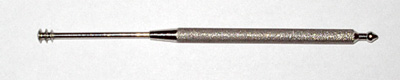
金属製耳掻き

耳掻き（耳かき、𥰝、みみかき、英: Ear pick）は、耳の穴（外耳道）の内側をこすって掃除する行為。また、その際に用いる、先端がへら状になった細長い棒状の道具。
行為については一般に、耳掃除（みみそうじ）などとも言う。

## 概要
東アジア人種に多い乾いた耳垢の除去に適しており、白人・黒人に多い粘性の耳垢の除去には向いておらず、したがって欧米ではあまり販売されていない。
日本で普及している耳掻きのさじの反対側（後端）には、梵天（凡天、ぼんてん）と呼ばれる水鳥の羽毛や、こけしなどの装飾がつけられていることが多い。
料理などの際に調味料を合わせるとき、「耳掻き一杯程度」などとして分量の目安として使われることもある。これは「ほんの少し」の比喩的表現である。
耳掃除を好んで行う人は、迷走神経が集中する外耳道に耳かきで触れることで快感を得られるとされる。一方で、2割ほどの人は同様の行為で咳が出る。

## 歴史

### 日本
記録に残っている日本における最初の耳掻きは、簪（かんざし）に由来するものであるという。これの端をへら状にしたものが出始めたのが耳掻きの始まりで、江戸時代、高橋図南という人物により享保年間に発明された。奈良時代前期の遺跡である、平城京の長屋王邸跡より木の耳掻きが出土しているが、これは耳掻きではなく留め釘である可能性も指摘されている。
江戸時代には、耳掻きを専門に行うという職業「耳垢取」があった（山東京伝の『骨董集』に記述が見られるほか、落語にも登場する）。
恋人や親子で行い、愛情表現の一つでもある。

### 海外

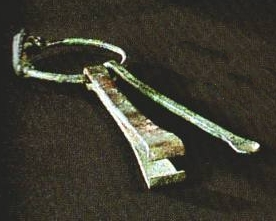
ドイツで出土した4世紀ごろの製品

世界的にみても公開されている記録は少なく、とくにヨーロッパにおいては、ローマ時代の遺跡から耳掻きが出土しているが、研究がほとんどないために更に遡ることは困難である。また中国においては、3000年以上前の商の遺跡、河南省安陽の殷墟婦好墓から、精巧な玉（一般に翡翠のこと）の耳かきが2本出土している。
中国では紀元前13世紀商代の婦好墓から玉を削って作った耳かきとみられるものが出土している。
なお、18世紀程度のヨーロッパにて作製された銀製の耳掻きなどが、骨董品として市場に出ることがある。

## 健康上の見地
耳かきの頻度
耳掻きを過剰に、もしくは毎日のように過剰に行った結果、外耳道が炎症を起こすこともあるので注意が必要である。特に幼児に対しては耳掻きを使ってはならず、耳掃除をしてあげるのであれば綿棒を用いることが望ましい。
医学的にみれば、正常な耳垢には雑菌の繁殖を抑え、皮膚保護する効能があり、一般的には耳垢取りはひと月に1～2度、2～3分ほど行えば十分である。一方で、屋外の仕事やスポーツなどで汗と埃が付着しやすい場合や、ツンとした耳垢による体臭が気になる場合には、週1回程度が望ましいとする意見もある。
日本人の7割が、1週間に1度以上の耳掃除をするというアンケート結果が出ており、耳かきの頻度が多すぎることから通院に繋がるケースが見受けられる。
耳垢栓塞
通常は、耳垢取りをしなくても耳垢は自然に排出されるが、排出されず外耳道を塞ぐほど耳垢が詰まることもあり、これを耳垢栓塞という。ただし、耳垢栓塞は耳かきで耳垢を取るつもりで、意図せず少しずつ奥に押し込んでしまうことでも発生する。耳垢が鼓膜に付着した場合に、難聴の原因になったり、耳に水が入った際に耳垢と反応して、外耳炎になることもある。耳垢や耳垢栓塞は、耳鼻咽喉科で除去処置を行うことができるため、医療機関で処置してもらう方がよい。
注意点
耳掻きをしている最中に、ペットや子供が飛びかかってきて、鼓膜に穴を開けてしまう事故も少なくないため、注意が必要である。

## イヤーキャンドル

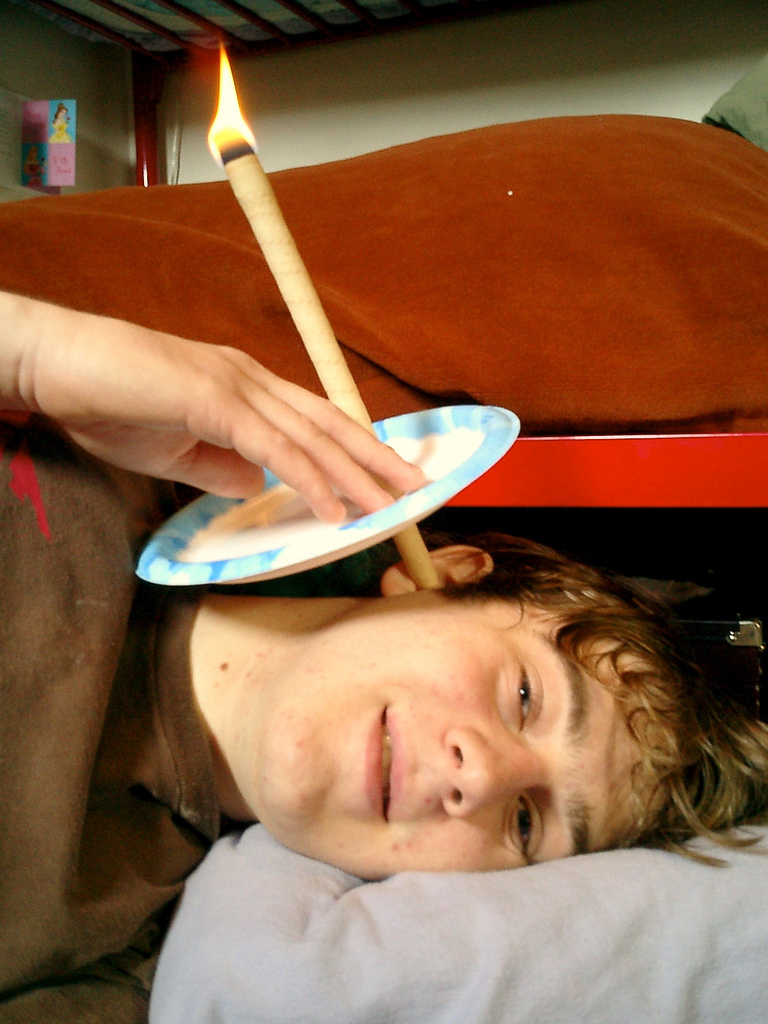
イヤーキャンドルの使用例

紙状の薄い蝋などを円錐形に丸め、その先端を耳に入れたまま火をつけて耳垢をとろうとする方法がある。火が燃える際に耳内の空気を吸い込むため、それとともに耳垢も吸い出されるとされる。
しかし、いくつもの研究で、イヤーキャンドルの蝋燭の残渣物と、単に蝋燭を燃やした時の残渣物が同じ（蝋と煤）であったことから、耳垢除去効果は科学的には否定されている。
現在では耳垢除去の効果を否定し、アロマセラピーとの趣旨で販売されている。なお、こういったイヤーキャンドルと呼ばれている製品を用いた際、外耳道に溶けた蝋が滴り落ちて火傷を負うなどの事故が報告されている。

## 人間以外の耳掻き
人間以外の動物も、人間同様に、健康であれば耳垢は自然に排出される。犬猫などは、耳の入り口付近を洗浄液を含ませたコットンで拭う程度でよいとされる。また、炎症がある場合などは獣医師による処置が必要となる。

## 耳掻きの名を持つ生物
- ミミカキグサ：食虫植物のひとつ、果実の形から。
- ミミカキタケ（カメムシタケ（英語版））：冬虫夏草属のひとつ。子実体の形から。